# マラキー・マッコート
マラキー・マッコート（Malachy McCourt、1931年9月20日 - 2024年3月11日）は、アメリカ合衆国の俳優、作家、政治家。
アイルランド系アメリカ人。兄は作家のフランク・マコート。

## 出演作品
- ザ・フィールド
- ロード・トゥ・ヘル
- 空の大怪獣Q（マッコネル警察長）
- がんばれダウンタウンキッカーズ
- 踊るマハラジャ★NYへ行く